# Bob O'Brien
Robert Lee O'Brien, detto Bob (26 gennaio 1927 – Castle Rock, 19 settembre 2008), è stato un cestista statunitense, professionista nella BAA e nella ABL.